# Crisolles
Crisolles település Franciaországban, Oise megyében. Lakosainak száma 921 fő (2022. január 1.). Crisolles Béhéricourt, Bussy, Genvry, Grandrû, Guiscard, Muirancourt, Noyon, Quesmy és Salency községekkel határos.

## Népesség
A település népességének változása:
| Lakosok száma | 1035 | 983  | 978  | 935  | 918  | 901  | 908  | 914  | 921  |
|               | 2013 | 2015 | 2016 | 2017 | 2018 | 2019 | 2020 | 2021 | 2022 |